# Cory Michael Smith
Cory Michael Smith (Columbus, 14 november 1986) is een Amerikaans acteur. Hij is bekend van zijn rol als Edward Nygma / Riddler in de serie Gotham.

## Biografie
Smith begon zijn acteercarrière in diverse toneelstukken. Zijn debuut op Broadway maakte hij in het toneelstuk Breakfast at Tiffany's. Zijn eerste film was Camp X-Ray. In 2014 werd hij gecast als acteur voor de rol van Edward Nygma / Riddler in de serie Gotham. Deze rol zou hij tot het einde van de serie spelen.

## Filmografie

### Films
| Jaar | Film            | Rol                | Opmerkingen   |
| ---- | --------------- | ------------------ | ------------- |
| 2014 | Camp X-Ray      | Pvt. Bergen        |               |
| 2014 | Dog Food        | Declan Moore       | korte film    |
| 2015 | Carol           | Tommy Tucker       |               |
| 2017 | Wonderstruck    | Walter             |               |
| 2018 | 1985            | Adrian Lester      |               |
| 2018 | First Man       | Roger Chaffee      |               |
| 2022 | Call Jane       | Dean               |               |
| 2023 | May December    | Georgie Atherton   |               |
| 2025 | Affeksjonsverdi | Sam                |               |
| 2025 | Mountainhead    | Venis "Ven" Parish | televisiefilm |

### Televisie
| Jaar      | Film          | Rol                    | Afleveringen*    |
| --------- | ------------- | ---------------------- | ---------------- |
| 2014–2019 | Gotham        | Edward Nygma / Riddler | 100 afleveringen |
| 2020      | Utopia        | Thomas Christie        | 8 afleveringen   |
| 2023      | Transatlantic | Varian Fry             | 7 afleveringen   |

* Exclusief eenmalige gastrollen